# Diavoli della Bassa modenese
Diavoli o pedofili della Bassa modenese è una espressione giornalistica impropriamente riferita a una presunta setta che, tra il 1997 e il 1998 nella Bassa modenese, nei due paesi di Mirandola e Massa Finalese, avrebbe organizzato riti satanici nei quali sarebbero stati molestati e assassinati bambini.
Dalla denuncia di uno dei bambini, seguì l'allontanamento di sedici bambini dalle proprie famiglie.
I danni sono stati permanenti. Oltre 20 persone furono accusate di far parte di una setta di pedofili e satanisti. L'ipotesi era che il gruppo avesse abusato sessualmente, fisicamente e psicologicamente, di 16 bambini, di età compresa tra gli 0 e i 12 anni, sia tra le mura di casa, sia attraverso riti satanici nei cimiteri della zona. Tutti i bambini furono allontanati dalle famiglie e nessuno di loro vi fece più ritorno, rimanendo a vivere presso le famiglie affidatarie, crescendo a volte nella convinzione di essere stati davvero vittima di abusi sessuali, mentre, in altri casi, alcune delle presunte vittime ritrattarono successivamente le accuse.
Dalla vicenda sono originati quattro distinti processi penali, che hanno avuto esiti differenti: le accuse di abusi e riti satanici nei cimiteri sono state archiviate per mancanza di prove, mentre per alcuni imputati sono state confermate quelle relative ad abusi domestici. Alcune delle persone coinvolte nella storia sono morte in seguito al coinvolgimento nella vicenda, altre sono state condannate mentre altre ancora sono state completamente assolte. Le iniziali accuse di abuso rituale satanico nei confronti di minori da parte di una rete di satanisti che compivano riti nei cimiteri vennero ritenute non provate e tutti gli imputati vennero assolti da queste accuse.
La verità processuale stabilì che non ci furono riti satanici né tanto meno che vennero commessi omicidi e venne inoltre ipotizzato che le tecniche di interrogatorio dei bambini da parte degli psicologi li avessero portati ad elaborare falsi ricordi.
Nel 2000 tutti i 15 imputati vennero condannati in primo grado; nel 2001, la sentenza d’appello differenziò le posizioni processuali assolvendo 8 imputati per "non sussistenza del fatto", mentre riformulò la sentenza per altri sette con pene più lievi ritenendoli colpevoli di abusi domestici ma senza alcuna impronta rituale; la sentenza è stata confermata nel 2002 in Cassazione, smontando la pista satanista e parlando esplicitamente di “falso ricordo collettivo”. Per contro, la Cassazione annullò due delle otto assoluzioni e rinviò il giudizio alla Corte d'appello, che nel 2013 assolse di nuovo gli imputati usando parole durissime per gli inquirenti e, soprattutto, per chi ha interrogato i bambini come le psicologhe definite “oggettivamente inesperte” e il loro approccio “assolutamente censurabile (…) perché del tutto impropriamente veicola nella mente dei bambini dati e informazioni che ne possono contaminare ogni successivo racconto”.

## Storia
Tutto nasce quando i servizi sociali decidono di allontanare un bambino, il bambino 0, dalla dimora di amici di famiglia e vicini di casa cui i genitori dello stesso aveva chiesto aiuto ospitare due figli più giovani, un bambino di circa tre anni ed una ragazza adolescente. Il nucleo familiare di origine era, in quel momento, privo di risorse economiche e di una dimora stabile a seguito dello sfratto esecutivo dall’appartamento delle case popolari di Massa Finalese. Il bambino più piccolo, dopo aver trascorso alcuni mesi unitamente alla sorella presso i vicini di casa, seguito dai servizi sociali, viene allontanato senza un reale motivo dalle cure di entrambe le famiglie e affidato al Cenacolo Francescano. Per brevi periodi il bambino 0 torna nella casa dei genitori e, dopo uno di questi periodi, molti mesi dopo, dai racconti del bambino, prima alla madre affidataria e poi alla psicologa del servizio sociale, si ipotizza che potrebbero esserci state delle molestie su di lui da parte del fratello maggiore e del padre; alla psicologa del servizio sociale, Valeria Donati, il bambino inizierebbe a raccontare alcuni episodi, che col tempo si arricchiscono di particolari scabrosi; attraverso i colloqui condotti con la tecnica del "disvelamento progressivo", il bambino coinvolge sempre più persone; il 17 maggio 1997 vengono arrestati con l'accusa di pedofilia il padre e il fratello.
Il bambino racconta di abusi e violenze oltre che di filmati pedo-pornografici, coinvolgendo altre persone e un numero non precisato di bambini e, in seguito a ciò, il 15 luglio 1997 venne chiesto il rinvio a giudizio per sette persone. I filmati non vennero comunque mai ritrovati.

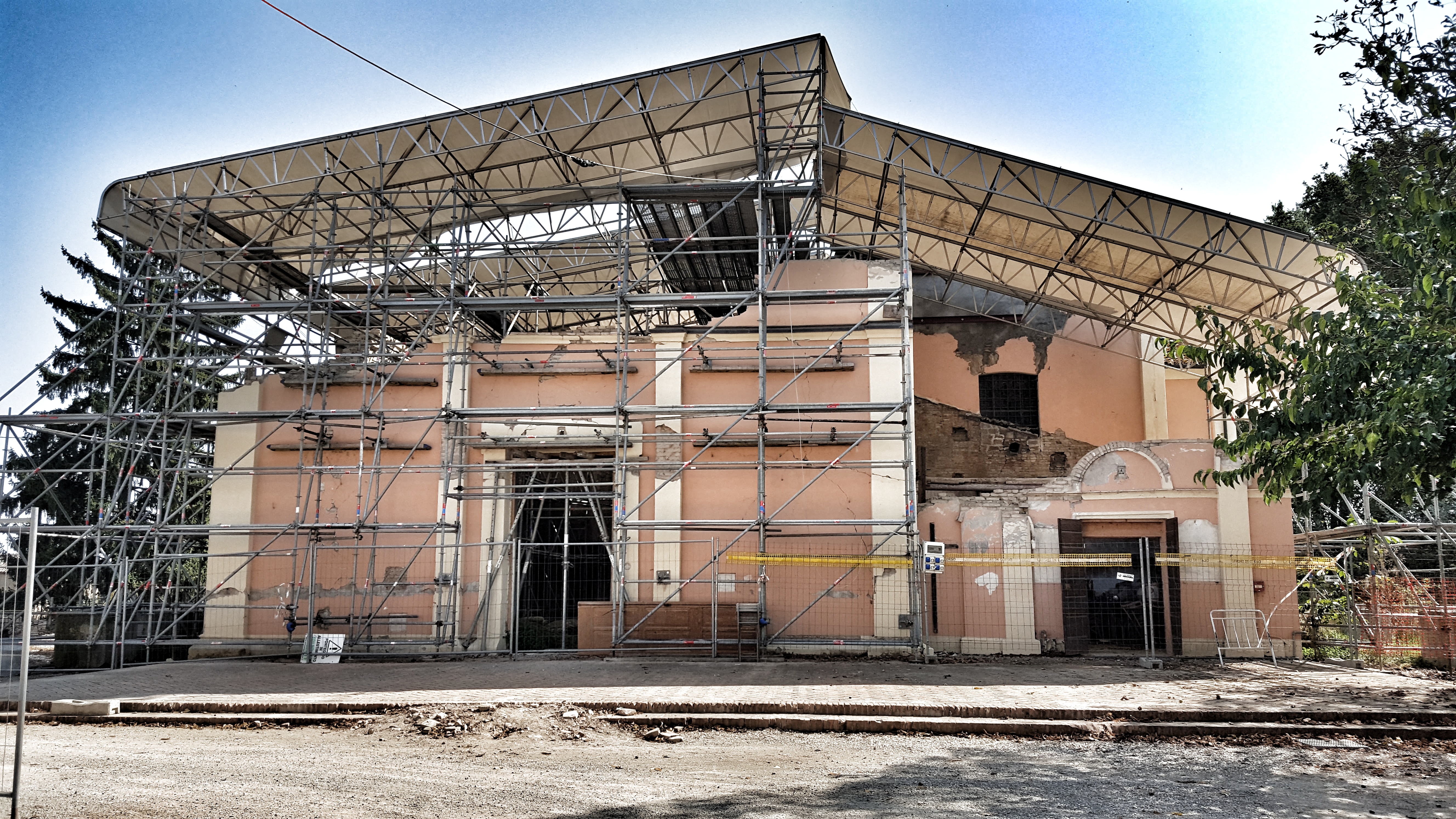
La chiesa di San Biagio Vescovo Martire, dove officiava don Giorgio Govoni.

Del gruppo di pedofili satanisti, viene accusato di essere il capo don Giorgio Govoni, parroco di San Biagio (frazione di San Felice sul Panaro) e Staggia (San Prospero). A parte i racconti dei bambini non esistono altre prove.
Tra il 14 gennaio 1998 e il 10 aprile 1998 si svolse il primo processo, noto come “Pedofili 1” in cui vennero condannati sei imputati, tra cui i genitori del bambino per 56 anni di carcere. Durante questo primo processo, l'inchiesta si estese a seguito delle rivelazioni fatte dai bambini alle assistenti sociali e ottenute sempre con la tecnica del disvelamento progressivo, aggiungendo così particolari inverosimili e raccapriccianti, con un numero sempre maggiore di bambini coinvolti e di crimini che ora riguardano anche omicidi, decapitazioni oltre a orge con il coinvolgimento dei loro genitori. Vengono sentiti altri bambini della Bassa che vivono in situazioni di difficoltà e vengono coinvolte sempre più persone. Una bambina in affidamento a una famiglia di Mantova accusa anche la propria maestra nella scuola mantovana che non aveva nessun collegamento con gli altri imputati o con le altre presunte piccole vittime. A seguito delle indagini vennero allontanati anche altri sedici bambini dalle proprie famiglie.

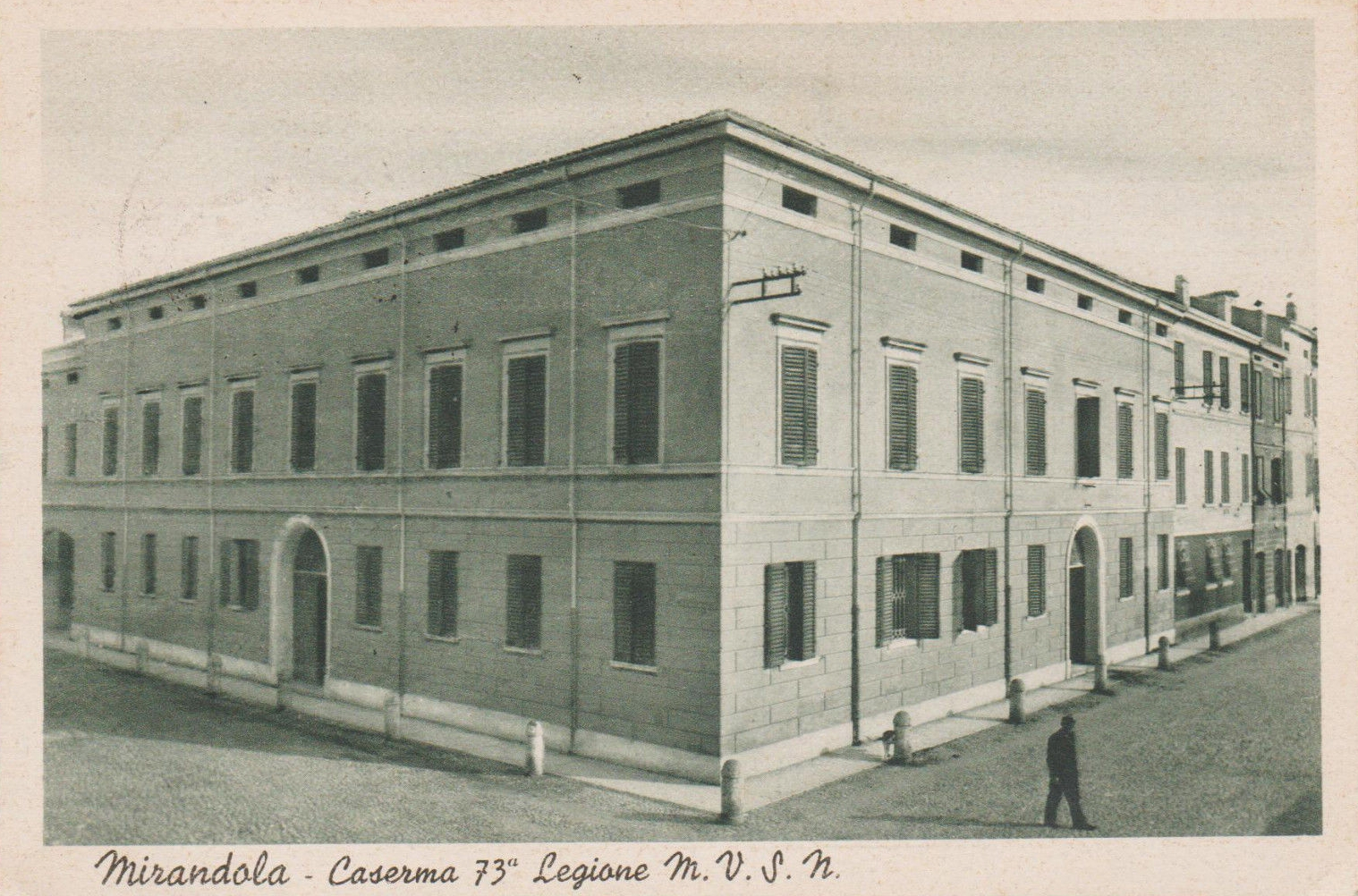
Palazzo Molinari, già sede del Commissariato della Polizia di Stato a Mirandola all'epoca dei fatti

Nel frattempo, il 12 novembre 1998, in forza di un decreto provvisorio ed urgente emesso dal Tribunale per i Minorenni di Bologna vennero prelevati dalle forze dell'ordine i quattro figli minori dei coniugi Lorena Morselli e Delfino Covezzi di Massa Finalese, una insegnante ed un artigiano in ceramica molto conosciuti nella zona per il loro impegno nel sociale. I coniugi vennero inizialmente accusati solo di scarsa vigilanza sui propri figli in quanto non si erano accorti che essi partecipavano a riti satanici, e poi, a seguito di quanto raccontato da alcuni dei loro figli, verranno coinvolti nell'accusa di pedofilia e abusi sessuali. Nell’estate del 1998, una nipote dei coniugi, una bambina di circa otto anni figlia di uno dei fratelli di Lorena, era stata a sua volta allontanata a cura dei servizi sociali di Mirandola dai genitori recentemente separati, con pretesti relativi a problemi di salute fisica e psichica della madre. In seguito, la bambina aveva iniziato a raccontare di abusi, di percosse, di messe nere nei cimiteri, coinvolgendo anche i quattro cuginetti, due bambine e due bambine di età compresa tra gli undici e i quattro anni. I bambini racconteranno di strani riti in cui era coinvolto il prete don Govoni, con la complicità dei genitori che mettevano a disposizione i propri figli per cerimonie orgiastiche nei cimiteri durante le quali, secondo il racconto dei due bambini, gli accusati avrebbero lanciato in aria i bambini lasciandoli poi cadere a terra; psicologi, assistenti sociali e magistrati credettero a questi racconti ricostruendo un ambiente nel quale i Covezzi in combutta col sacerdote, compivano riti con bambini che venivano procurati loro, dietro compenso, dalle famiglie povere della zona. I racconti dei bambini non trovano riscontri in quanto non si hanno prove dei riti condotti nei cimiteri né si trovano cadaveri di bambini che sarebbero stati buttati nel fiume. Le perizie medico-legali effettuate sui quattro bambini non produssero alcun esito, in quanto non vennero rilevati né cicatrici né altri che le pratiche raccapriccianti descritte avrebbero dovuto inevitabilmente lasciare. Secondo le accuse scaturite dai racconti dei bambini sentiti dagli assistenti sociali e dagli psicologi, nei cimiteri di notte si sarebbero compiuti per anni riti orgiastici dove sarebbero stati abusati e in alcuni casi sgozzati altri bambini; i cadaveri sarebbero poi stati gettati nel fiume Panaro da don Govoni; i bambini sarebbero stati spinti a questi riti satanici dai loro stessi genitori. Nessuna denuncia di scomparsa risulta però agli atti e nessun cadavere è stato mai ritrovato. Una delle figlie di Covezzi racconterà poi di aver subito abusi dagli zii Emidio e Giuseppe e dal nonno Enzo sempre in presenza di don Govoni; vennero quindi arrestati Emidio, Enzo e Giuseppe. La ragazzina, non ha ancora dodicenne, affermò di essere stata sequestrata dai parenti e sottoposta a sevizie nel brevissimo tratto tra l’uscita della scuola media che frequentava e la fermata della scuola bus, peraltro condotto dal suo padre affidatario. Né gli insegnanti né i compagni di scuola della ragazza, né tantomeno il padre affidatario si sono mai avveduti di queste improvvise sparizioni della bambina, o di alcun esito delle presunte violenze cui sarebbe stata sottoposta.
Nell'aprile 1999 don Govoni è rinviato a giudizio nel processo Pedofili Bis insieme ad altri 16 imputati. Al processo verrà accusato di usare una ghigliottina nei cimiteri per decapitare bambini della quale però non si trova traccia come non si trovano corpi nel fiume Panaro dove li avrebbe gettati oltre a non esistere denunce di scomparsa per alcun bambino nella zona. Il processo si conclude nel 2000 con la richiesta di condanna a 14 anni per don Govoni. Sebbene non fosse stato ritrovato alcun cadavere, né nessuna altra prova come foto o filmati e inoltre che nessun abuso fosse stato infine certificato, il 5 giugno 2000 il tribunale comminerà pene più dure di quelle richieste dall'accusa per un totale di 157 anni di carcere. Don Govoni non sarà condannato in quanto il tribunale decise di «non doversi procedere per morte del reo», ma nelle motivazioni della sentenza verrà indicato come il capo della setta; nelle motivazioni verrà riportato che sebbene «non risulti accertato se si sia trattato di violenze rituali effettive o simulate», tuttavia questo «è necessario ai fini della integrazione degli elementi costitutivi della fattispecie di reato contestato».
Il processo di appello nel marzo 1999 e la Cassazione nel settembre 2000 confermarono le condanne del primo processo, noto come “Pedofili 1” ma solo per gli abusi in ambito domestico e non per quelli che sarebbero stati commessi nei cimiteri.

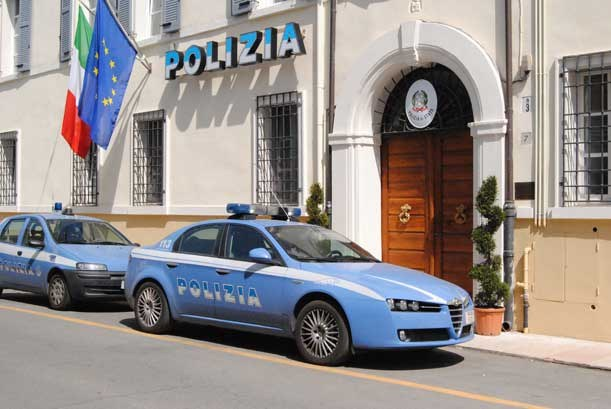
Commissariato di Mirandola

Nella deposizione di una dei bambini, verbalizzata dal PM Andrea Claudiani il 10 aprile 1999 si legge che: "Anch'io ho dovuto partecipare con le mie mani all'uccisione di una bambina. Questa bambina è stata uccisa al cimitero con un coltello piantato nella pancia e nel cuore. È stato mio padre con Giulio (nome con cui si volle identificare don Giorgio)  a ordinarmi di farlo e a tenermi le mani mentre lo facevo. Mentre le infilavo il coltello la bambina ha gridato e le è uscito sangue. Io ero molto impaurita e mi sentivo male perché l'avevo uccisa proprio io. So chi è questa bambina uccisa: si tratta di Marilisa, abitava nello stesso palazzo di mia zia a Finale Emilia". Il "Giulio" indicato durante la deposizione sarebbe da identificarsi con Don Giorgio, ma la bambina sembra spesso confondere i due nomi. Fu successivamente accertato che non ci era nessuna bambina rispondente al nome di Marilisa nel palazzo indicato dalla piccola teste, né tantomeno ne era stata denunciata la scomparsa o la morte. La bambina in questione proveniva da una famiglia normale, descritta come molto affettuosa e premurosa nei confronti della figlia più piccola. L’allontanamento era stato motivato da disaccordi della madre con alcuni vicini di casa che avevano riferito alle maestre della bambina dettagli su presunti comportamenti inappropriati della stessa.  A seguito del processo, il padre di questo bambina venne condannato nel 2000 a 16 anni, mentre Don Giorgio a 19, ma solo per l'accusa di abuso sessuale e sequestro di persona e non di omicidio perché la vittima citata, Marilisa, non risulta sia mai morta così come non sono mai stati recuperati i molti cadaveri delle presunte vittime dei rituali satanici citati nel racconto dei dodici minori. Non venne ritrovato nessun resto umano, così come non vennero trovate foto né tanto meno i filmati che i bambini raccontarono di aver visto girare durante i riti nei cimiteri. Le condanne complessive per tutti gli imputati ammontarono a 157 anni di carcere con l'indicazione come reo dello stesso defunto don Govoni.
Il processo di appello “Pedofili 2” nel luglio 2001, confermato poi dalla Cassazione nel 2002, ha assolto gli imputati. Nel 2005, e poi di nuovo nel 2012 a seguito di un ricorso dell'Ausl, i fratelli Giuseppe ed Emidio Morselli vennero assolti dalle accuse per le violenze sulla nipote così come il padre Enzo che però era intanto deceduto.

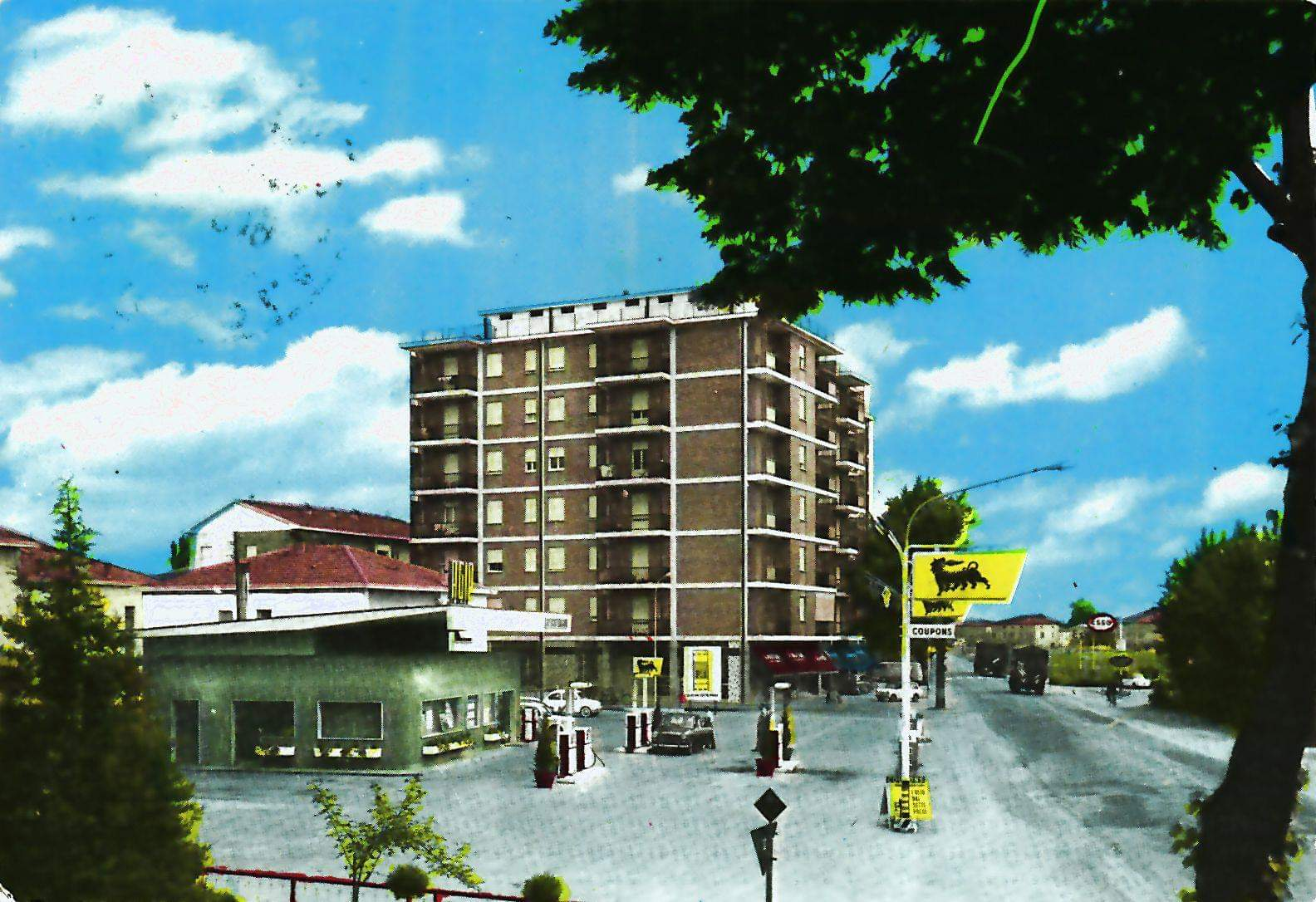
Dopo la sottrazione della figlia, Francesca Ederoclite si suicidò lanciandosi dal 6º piano del palazzo Excelsior a Mirandola.

Si scoprì successivamente che le tecniche per condurre i colloqui con i minori da cui poi erano seguite le denunce sono state poi ritenute inadatte e fuorvianti in quanto si suggerivano le risposte che da loro ci si aspettava, inoltre non esistono prove filmate di questi colloqui, cosa poi ritenuta fondamentale nel caso di minori. Le ricerche nel fiume dove si riteneva fossero stati gettati i cadaveri dei bambini dal prete non diedero alcun esito. Secondo gli inquirenti nel caso erano coinvolte 17 persone e sette sacerdoti; alle famiglie coinvolte nella presunta setta furono sottratti dalle autorità tredici minori. Durante l'inchiesta e nei successivi processi, molte delle persone coinvolte morirono per varie cause. Una delle madri, che aveva cresciuto da sola la figlia, si suicidò gettandosi dal terrazzo del proprio appartamento al quinto piano, dopo essersi sfogata per telefono con la moglie di un altro padre coinvolto nella vicenda e aver lasciato sul tavolo un drammatico biglietto di addio in cui La lamentava la propria innocenza e annunciava di non poter vivere senza la figlia. Altre sette persone morirono per varie cause come don Govoni, stroncato da un infarto il giorno prima della sentenza, mentre si trovava a colloquio con il proprio legale nello studio di. Lorena Morselli, incinta del quinto figlio dell’anno 1999, venne avvisata che anche il bambino non ancora nato avrebbe potuto esserle tolto subito dopo il parto, come era effettivamente avvenuto ad un’altra coppia. Nel mese di novembre 1999, la donna fuggì in Francia, lasciando in Italia il marito Delfino. Il quinto figlio della coppia, l’unico cresciuto con la madre, nacque in una località nel sud della Francia alla fine dell’anno 1999 e non conobbe mai i quattro fratelli e sorelle. Delfino Covezzi non riuscì a vedere la conclusione della vicenda processuale che aveva coinvolto la sua famiglia, in quanto morì per un a infarto nell’estate 2014, poco prima della sentenza di assoluzione. I coniugi Covezzi-Morselli ti senti vennero condannati a dodici anni di carcere nel settembre 2002 ma nel giugno 2010 vennero assolti in appello; sentenza confermata dalla Cassazione nel 2014.
Nonostante le assoluzioni, i bambini sottratti alle famiglie non verranno mai restituiti.
Nel 2018, una delle vittime, in una intervista ammise di essersi inventata gli abusi quando aveva otto anni perché la psicologa Valeria Donati e le altre psicologhe dei servizi sociali di Mirandola le facevano pressioni, raccontandole a lungo di messe nere e di riti pedo-pornografici che don Govoni avrebbe compiuto al cimitero di Massa Finalese ed inducendola a confermare quanto da loro raccontato. La donna raccontò inoltre di aver avuto notizia del suicidio della madre mentre si trovava in un istituto e che l’assistente sociale che le aveva riferito la notizia le avrebbe detto espressamente che la madre si era tolta la vita, perché è colpevole di averle fatto del male. I bambini sarebbero stati sottoposti a veri e propri interrogatori per incastrare i presunti pedofili, tra cui gli stessi genitori. La ragazza afferma pertanto di essere stata manipolata e convinta a raccontare cose non vere come altri bambini come lei. La pressione psicologica sarebbe stata tale che i bambini si sarebbero calati inconsapevolmente nel ruolo di vittime. Oltre a lei, altri quattro bambini dei sedici coinvolti hanno poi ritrattato .
Il 20 aprile 2019 è stata accolta una prima istanza di revisione del processo per Federico Scotta, condannato a 11 anni (pena già scontata) ed il quale non ha mai più potuto rivedere i suoi figli. La Corte d'Appello di Ancona, nel settembre 2020, ha rigettato l'istanza di revisione.
Il 14 giugno 2021 sul quotidiano La Repubblica uno dei bambini chiave dell'inchiesta, Davide che ora ha 31 anni, ha detto di essersi inventato tutto. “Né abusi né riti satanici, 16 bimbi tolti ai genitori per le mie accuse inventate” - ha dichiarato al quotidiano. E ha poi aggiunto: "Ricordo diversi colloqui anche di 8 ore. Psicologa e assistenti sociali non smettevano finché non dicevo quello che volevano loro. Mi dicevano che ero coraggioso".

### Processi

#### Processo Pedofili della Bassa
| Primo processo       | Primo processo                        | Primo processo                        | Primo processo           | Primo processo            |
| Imputato             | Note                                  | Sentenza di I grado (1998)            | Sentenza di II grado (-) | Sentenza di III grado (-) |
| -------------------- | ------------------------------------- | ------------------------------------- | ------------------------ | ------------------------- |
| Romano Galliera      | Marito di Adriana                     | 12 anni                               | -                        | -                         |
| Adriana Ponzetto     | Moglie di Romano,                     | 7 anni                                | -                        | -                         |
| Ivan Galliera        | Figlio maggiore                       | 4 anni                                | -                        | -                         |
| Alfredo Bergamini    | -                                     | 13 anni muore per un infarto nel 1998 | -                        | -                         |
| Maria Rosa Busi      | Compagna di Alfredo                   | 7 anni e 6 mesi                       | -                        | -                         |
| Federico Scotta      | -                                     | 12 anni                               | -                        | -                         |
| Francesca Ederoclite | Morta per suicidio prima del processo | -                                     | -                        | -                         |

- Romano Galliera: condannato in primo grado a 12 anni (1998);
- Adriana Ponzetto (moglie di Romano Galliera): condannata in primo grado a 7 anni (1998);
- Ivan Galliera (il figlio maggiore di Romano e Adriana): condannato in primo grado a 4 anni (1998).[19][20]
- Alfredo Bergamini: condannato in primo grado a 13 anni (1998),[19][20] morto di infarto il 26 aprile 1998, mentre era ai domiciliari;[21]
- Maria Rosa Busi (compagna di Alfredo Bergamini): condannata in primo grado a 7 anni e 6 mesi (1998);[19][20]
- Federico Scotta: condannato in primo grado a 12 anni (1998);[19][20]
- Francesca Ederoclite: morta suicida il 28 settembre 1997, prima del processo.[22]

#### Processo Pedofili-bis
| Secondo processo  | Secondo processo                                               | Secondo processo           | Secondo processo                   | Secondo processo                   | Secondo processo                  |
| Imputato          | Note                                                           | Sentenza di I grado (2000) | Sentenza di II grado (2001 e 2006) | Sentenza di II grado (2001 e 2006) | Sentenza di III grado (2002)      |
| ----------------- | -------------------------------------------------------------- | -------------------------- | ---------------------------------- | ---------------------------------- | --------------------------------- |
| Santo Giacco      | -                                                              | 16 anni                    | Assolto                            | 2001                               | Annullata la sentenza di II grado |
| Santo Giacco      | -                                                              | 16 anni                    | Assolto                            | 2006                               | -                                 |
| Giorgio Govoni    | Don di Massa finalese, morto per un infarto prima del processo | -                          | -                                  | -                                  | -                                 |
| Rita Spinardi     | -                                                              | 2 anni                     | Assolta                            | 2001                               | Assolta                           |
| Giuliano Morselli | -                                                              | 19 anni                    | 11 anni                            | 2001                               | 11 anni                           |
| Monica Roda       | -                                                              | 12 anni                    | 5 anni e 3 mesi                    | 2001                               | 5 anni e 3 mesi                   |
| Enzo Morselli     | -                                                              | 12 anni                    | 9 anni                             | 2001                               | 9 anni                            |
| Giuseppe Morselli | -                                                              | 16 anni                    | 9 anni                             | 2001                               | 9 anni                            |
| Emidio Morselli   | -                                                              | 16 anni                    | 9 anni                             | 2001                               | 9 anni                            |
| Roberta Barelli   | -                                                              | Assolta                    | Assolta                            | 2001                               | Assolta                           |

- Santo Giacco: condannato in primo grado 16 anni (2000), assolto in appello (luglio 2001),[24] processo annullato in Cassazione, assolto nuovamente in appello (2006).[25]
- don Giorgio Govoni: morto d'infarto il 19 maggio 2000[26], prima della sentenza di primo grado
- Rita Spinardi: condannata in primo grado a 2 anni (2000), assolta in appello (luglio 2001),[8] assoluzione confermata dalla Cassazione (2002).
- Giuliano Morselli condannato in primo grado nel 2000 a 19, in secondo grado nel 2001 a 11 anni; sentenza confermata in cassazione nel 2002.
- Monica Roda (moglie di Giuliano Morselli) condannata in primo grado nel 2000 a 12 anni, in secondo grado nel 2001 5 anni e 3 mesi[27]; sentenza confermata in cassazione nel 2002. Monica morì poi in carcere l'11 agosto 2003.[28]
- Enzo Morselli condannato in primo grado rispettivamente a 12 nel 2000. La condanna viene corretta in appello a 9 anni nel 2001 e confermata in cassazione nel 2002.[29]
- Emidio Morselli condannato in primo grado rispettivamente a 16 anni nel 2000. La condanna viene corretta in appello a 9 anni nel 2001 e confermata in cassazione nel 2002.[29]
- Giuseppe Morselli condannato in primo grado rispettivamente a 16 anni nel 2000. La condanna viene corretta in appello a 9 anni nel 2001 e confermata in cassazione nel 2002.[29]
- Massimo Bonfatti (marito della sorella di Monica Roda) condannato in primo grado nel 2000 a 10 anni e poi assolto sia in appello nel 2001 che in cassazione nel 2002.
- Roberta Barelli, assolta in tutti e tre i gradi di giudizio (2000, 2001, 2002).[30]

#### Processo Pedofili-ter
| Terzo processo        | Terzo processo                                                    | Terzo processo             | Terzo processo                     | Terzo processo                     | Terzo processo                            | Terzo processo                            |
| Imputato              | Note                                                              | Sentenza di I grado (2002) | Sentenza di II grado (2010 e 2013) | Sentenza di II grado (2010 e 2013) | Sentenza di III grado (2011, 2013 e 2014) | Sentenza di III grado (2011, 2013 e 2014) |
| --------------------- | ----------------------------------------------------------------- | -------------------------- | ---------------------------------- | ---------------------------------- | ----------------------------------------- | ----------------------------------------- |
| Delfino Covezzi       | Morto per un infarto prima dell'ultimo grado di giudizio del 2013 | 12 anni                    | Assolto                            | 2010                               | Annullata la sentenza di II grado         | 2011                                      |
| Delfino Covezzi       | Morto per un infarto prima dell'ultimo grado di giudizio del 2013 | 12 anni                    | Assolto                            | 2013                               | -                                         | 2013                                      |
| Maria Lorena Morselli | -                                                                 | 12 anni                    | Assolta                            | 2010                               | Annullata la sentenza di II grado         | 2011                                      |
| Maria Lorena Morselli | -                                                                 | 12 anni                    | Assolta                            | 2013                               | Assolta                                   | 2014                                      |

- Delfino Covezzi condannato in primo grado a 12 anni (settembre 2002), assolto in appello (giugno 2010), sentenza annullata dalla Cassazione (ottobre 2011), assolto nuovamente in appello (maggio 2013),[31] assoluzione confermata dalla Cassazione (dicembre 2014);[32][33] Delfino Covezzi è morto di infarto l'8 agosto 2013.
- Maria Lorena Morselli (moglie di Delfino Covezzi) condannata in primo grado a 12 anni (settembre 2002), assolta in appello (giugno 2010), sentenza annullata dalla Cassazione (ottobre 2011), assolta nuovamente in appello (maggio 2013),[31] assoluzione confermata dalla Cassazione (dicembre 2014).[32][33]

#### Processo Pedofili-quater(Processo "della frasca")
| Quarto processo   | Quarto processo                             | Quarto processo            | Quarto processo             | Quarto processo           |
| Imputato          | Note                                        | Sentenza di I grado (2005) | Sentenza di II grado (2012) | Sentenza di III grado (-) |
| ----------------- | ------------------------------------------- | -------------------------- | --------------------------- | ------------------------- |
| Enzo Morselli     | Morto prima della sentenza di secondo grado | Assolto                    | -                           | -                         |
| Giuseppe Morselli | -                                           | Assolto                    | Assolto                     | -                         |
| Emidio Morselli   | -                                           | Assolto                    | Assolto                     | -                         |

- Enzo Morselli assolto in primo grado nel 2005 ed in appello nel 2012.
- Emidio Morselli assolto in primo grado nel 2005 ed in appello nel 2012.
- Giuseppe Morselli assolto in primo grado nel 2005 ed in appello nel 2012.
- con i figli Giuseppe ed Emidio vengono accusati da una delle nipoti (V. Covezzi, figlia di Lorena Morselli e Delfino Covezzi) di averla raggiunta fuori dalla scuola media in provincia di Reggio Emilia, dove vive presso la nuova famiglia affidataria, di averla prelevata all'uscita e di averla violentata dietro a un albero in un boschetto vicino al plesso con la frasca di un albero. Nonostante la Covezzi affermi che tutto sia avvenuto fuori dalla scuola dopo l'orario di lezione, non ci sono testimoni a confermare il suo racconto. Poi, a dire della ragazzina, i parenti l'avrebbero caricata sullo scuolabus e rimandata a casa, senza che però nessuno abbia mai visto o notato nulla. La Procura e il Tribunale di Reggio Emilia non crederanno alla denuncia e i Morselli verranno assolti in primo grado (2005) e in appello (2012).[34]
- il Tribunale di Reggio Emila ha poi assolto gli imputati "perché i fatti non sussistono" (sentenza 240 del 2005). La sentenza venne confermata nel 2012 dalla Corte di Bologna che ha condannato la parte civile appellante, l'Ausl, al pagamento delle spese processuali: «I riscontri esterni che avrebbero potuto corroborare le affermazioni della bambina con riferimento a quei fatti specifici non hanno trovato conferma, ma sono stati anzi disattesi, e assumono pertanto il valore di evidenze in contraddizione e negazione rispetto (…) alle dichiarazioni della minore». La sentenza divenne definitiva il 18 luglio 2012.

## Controversie
Il caso giudiziario ha ricevuto diverse critiche per le modalità di interrogazione dei bambini e della valutazione della loro attendibilità (in particolare per l'utilizzo della tecnica del cosiddetto "svelamento progressivo"), per la mancanza di prove, per le modalità con cui i bambini sono stati allontanati delle famiglie (senza più farvi ritorno, neanche nei casi di assoluzione), per l'inverosimiglianza delle ipotesi di riti satanici (poi smentite nei processi) e per la lunghezza dell'iter processuale (conclusosi nel 2014). A processo non vennero portati agli atti né appunti né registrazioni dei racconti dei bambini ma solo le parole riportate dalle assistenti sociali al PM.
Per i legali degli imputati, i servizi sociali suggestionarono i bambini e li ascoltarono senza videoregistrarne le testimonianze, che vennero fatte poi solo in un secondo momento quando ormai erano stati plagiati.

A seguito di un reportage giornalistico vennero ritrovati alcuni filmati degli interrogatori dei bambini nei quali viene mostrato come avvenivano i colloqui degli assistenti sociali coi bambini:
"Gioia", risponde la bambina.
"Sicura? Pensaci bene, magari era un’altra emozione."
"gioia!"
"non un pochettino anche di sofferenza?"
la bambina annuisce.»
(video dei colloqui dei bambini con gli assistenti sociali)
In un altro video un bambino parla di sgozzamenti e di sangue bevuto e, alla domanda su cosa facesse sua mamma nel frattempo, il bambino risponde che "Lei lavava il sangue… Va bene quello che ho detto?". In un altro racconta "io ne ho uccisi almeno cinque, ma anche di più!".
Amministratori locali, psicologi e assistenti sociali vennero accusati dalle autorità ecclesiastiche di avere instaurato una prassi sbrigativa per l'allontanamento dei minori dalle famiglie difficili.
Nel reportage giornalistico Veleno (2017) pubblicato sul sito del quotidiano La Repubblica vengono criticate duramente le indagini dell'epoca e le modalità di interrogatorio dei bambini, intervistando testimoni ed ex imputati, compresi alcuni dei bambini sentiti come testimoni allora e successivamente convinti di essere stati manipolati dalle psicologhe, gettando pesanti dubbi anche sulle condanne confermate in Cassazione.
In seguito al clamore suscitato dall'inchiesta Veleno si è costituito il Comitato “voci vere, vittime della Bassa modenese” che intende "tutelare coloro che allora furono vittime di reati sessuali, perlopiù accertati giudizialmente, rispetto alla ricostruzione distorta e unilaterale che oggi si sta facendo sull’accaduto". Il Comitato è composto da alcune famiglie affidatarie e adottive di alcuni ex bambini che continuano ad accusare i familiari e Don Giorgio Govoni di abusi sessuali, e i cui nuovi genitori affidatari hanno sempre avuto un legame molto stretto con la psicologa dei Servizi Sociali Valeria Donati, la prima ad identificare gli abusi nei minori già sottratti.  La ex moglie di Foti, Cristina Roccia, è stata una delle consulenti del Tribunale di Modena all'epoca dei processi.

### Il caso "Angeli e demoni"
La ONLUS che ha fornito alcune delle consulenze che hanno portato ai processi della Bassa Modenese sarebbe la stessa che nel giugno 2019 è stata indagata per la vicenda dei bambini tolti alle famiglie in provincia di Reggio Emilia.
Nel giugno del 2019 proprio Claudio Foti, assieme ad alcuni membri delle associazioni "Hansel e Gretel" e "Rompere il Silenzio", sono stati coinvolti nell'inchiesta della Procura di Reggio Emilia "Angeli e Demoni". Secondo la Procura, diversi bambini appartenenti a famiglie della Val d'Enza sarebbero stati sottratti alle famiglie per essere sottoposti a una psicoterapia invasiva e induttiva di falsi ricordi, affinché accusassero i genitori di abusi sessuali mai avvenuti. Tra gli indagati - oltre ad alcuni assistenti sociali e psicologi - c'è anche la nuova moglie di Claudio Foti, la psicoterapeuta Nadia Bolognini. Per gli inquirenti, il movente sarebbe quello economico, ma in sede giudiziaria il dott. Claudio Foti è stato assolto in via definitiva con sentenza del 10 aprile 2024 della Cassazione che ha dichiarato inammissibili i ricorsi presentati contro la sentenza di assoluzione "perché il fatto non sussiste" e "per non aver commesso il fatto" della Corte di Appello di Bologna.

### Conclusione
Il 9 luglio 2025 i giudici del tribunale collegiale di Reggio Emilia fanno cadere quasi tutte le accuse e assolvono i 14 imputati.

## Influenza culturale
- Veleno (2017): serie documentario podcast di Pablo Trincia e Alessia Rafanelli sulla vicenda in sette puntate (più una extra, uscita nel 2018) pubblicata on line sul sito del quotidiano La Repubblica.[35][41]
- Nel 2019 viene pubblicato per Einaudi il libro Veleno. Una storia vera.[42]
- Nel 2021 viene trasmessa su Amazon Prime Video la docu-serie televisiva in cinque episodi Veleno, diretta da Hugo Berkeley e ispirata all'inchiesta di Pablo Trincia: per la prima volta è stato possibile intervistare anche gli assistenti sociali e alcuni membri del comitato "VociVere" dei genitori affidatari.[43][44]
- Nel 2025 Vallardi Editore pubblica il libro-documento "Io bambino zero" scritto da Davide Tonelli Galliera, che racconta delle «bugie sui miei genitori estorte da psicologi e assistenti sociali». Intervistato da Repubblica spiega che «ero piccolo e suggestionato. Avevo terrore della psicologa che mi interrogava con gli occhi spiritati: con me era cattiva, gridava, si arrabbiava, e poi diventava buona quando c’erano altri adulti. Credo abbiano costruito questa menzogna per togliermi alla mia mamma naturale, di cui la mia seconda mamma era molto gelosa». Il suo maggiore rimpianto è «che la mia vera mamma sia morta nel 2009 senza avermi più rivisto. Il mio papà la seguì poco dopo».[44]